# Ферула камеденосная
Ферула камеденосная (лат. Ferula gummosa) — монокарпическое многолетнее цветковое растение, вид рода Ферула (Ferula) семейства Зонтичные (Apiaceae).

## Распространение и экология
Произрастает в Иране и горных районах Туркменистана (Копетдаг).
Встречается на травянистых склонах степного пояса.

## В культуре
Рассматривается как один из наиболее вероятных компонентов священного курения, упоминаемого в Книге Исхода 30:34, под наименованием «халван».

## Ботаническое описание
Стебель бледно-зелёный, цилиндрический, высотой около 1 м, ветвится в редкую продолговато-овальную метёлку. Почти все ветви очерёдные, довольно тонкие.
Прикорневые листья многократно перисторассечёные на многочисленные мелкие, узколинейные, тупые дольки длиной 1—2 мм; стеблевые — с уменьшенной листовой пластинкой и продолговато-овальным стеблеобъемлющим влагалищем.
Зонтики разные; центральные 5—8(до 15)-лучевые, диаметром около 10 см; боковые — двухлучевые, супротивные. Зонтички 10—20-цветковые; зубцы чашечки мелкие, треугольные; лепестки бледно-жёлтые, плоские, на верхушке слегка вогнутые; столбик длинный, головчатый.
Полуплодики жёлтые, продолговато-овальные, выпуклые, широкие, длиной около 16 мм, шириной около 8 мм, с нитевидными рёбрами.

## Таксономия
Вид Ферула камеденосная входит в род Ферула (Ferula) семейства Зонтичные (Apiaceae) порядка Зонтикоцветные (Apiales).
|  |                                      |  |                                                             |                                                             |                     |  | ещё 8 семейств (согласно Системе APG II) | ещё 8 семейств (согласно Системе APG II) |                         |  |  |  | ещё около 170 видов |
|  |                                      |  |                                                             |                                                             |                     |  | ещё 8 семейств (согласно Системе APG II) | ещё 8 семейств (согласно Системе APG II) |                         |  |  |  | ещё около 170 видов |
|  |                                      |  |                                                             | порядок Зонтикоцветные                                      |                     |  |                                          |                                          | род Ферула              |  |  |  |                     |
|  |                                      |  |                                                             | порядок Зонтикоцветные                                      |                     |  |                                          |                                          | род Ферула              |  |  |  |                     |
|  | отдел Цветковые, или Покрытосеменные |  |                                                             |                                                             | семейство Зонтичные |  |                                          |                                          | вид Ферула камеденосная |  |  |  |                     |
|  | отдел Цветковые, или Покрытосеменные |  |                                                             |                                                             | семейство Зонтичные |  |                                          |                                          |                         |  |  |  |                     |
|  |                                      |  | ещё 44 порядка цветковых растений (согласно Системе APG II) | ещё 44 порядка цветковых растений (согласно Системе APG II) |                     |  |                                          | ещё более 300 родов                      | ещё более 300 родов     |  |  |  |                     |
|  |                                      |  |                                                             | ещё 44 порядка цветковых растений (согласно Системе APG II) |                     |  |                                          |                                          | ещё более 300 родов     |  |  |  |                     |